# Гуамиранга
Гуамиранга (порт. Guamiranga) — муниципалитет в Бразилии, входит в штат Парана. Составная часть мезорегиона Юго-восток штата Парана. Входит в экономико-статистический микрорегион Прудентополис. Население составляет 7884 человека на 2006 год. Занимает площадь 259,632 км². Плотность населения — 30,4 чел./км².

## Статистика
- Валовой внутренний продукт на 2003 год составляет 49 414 296,00 реалов (данные: Бразильский институт географии и статистики).
- Валовой внутренний продукт на душу населения на 2003 год составляет 6553,62 реалов (данные: Бразильский институт географии и статистики).
- Индекс развития человеческого потенциала на 2000 год составляет 0,702 (данные: Программа развития ООН).